# I Congresso panucraino dei Soviet
Il I Congresso panucraino dei Soviet dei deputati degli operai, dei braccianti e dei soldati dell'Armata Rossa si tenne a Charkiv tra il 24 e il 25 dicembre 1917.

## Contesto storico
Il primo Congresso dei soviet in realtà si tenne il 17 dicembre a Kiev (4 dicembre secondo il calendario giuliano), nel Teatro M. Sadovs'kyj, anche noto come Casa Pubblica della Trinità. Fu organizzato dal soviet regionale dei deputati degli operai e dei soldati di Kiev su richiesta delle organizzazioni 
bolsceviche ucraine e vi presero parte oltre 2500 delegati. Contemporaneamente, tra il 16 e il 18 dicembre a Kiev si teneva un congresso regionale dei bolscevichi dell'Ucraina. Il Congresso Bolscevico creò un partito unito, il Partito Operaio Socialdemocratico Ucraino, guidato dal Comitato Centrale.
Il primo obiettivo era l'elezione del Presidium del Congresso, a capo del quale fu posto il Segretario onorario del Congresso Mychajlo Serhijovyč Hruševs'kyj. La questione centrale era l'"Ultimatum del Sovnarkom Russia al Consiglio Centrale dell'Ucraina". Il 18 dicembre il Presidium condannò l'ultimatum. Il capo della fazione bolscevica e membro del comitato organizzativo Vladimir Zatonskij annunciò che c'era stato un fraintendimento siccome troppi delegati che erano presenti al Congresso non avevano diritto di voto. Zatonskij propose di annunciare una pausa ed un controllo delle generalità di ciascun delegato. Per tutta risposta, il capo dell'Associazione dei Braccianti Mykola Stasjuk dichiarò che il comitato regionale dei soviet dei deputati degli operai e dei soldati voleva falsificare la volontà del popolo ucraino dando la preferenza agli operai e ai soldati che per di più non erano neanche ucraini. Perciò, il Comitato Centrale dell'Associazione dei Braccianti s'impegnò per aumentare la rappresentanza dei braccianti al Congresso. I bolscevichi proposero di considerare il Congresso un semplice incontro consultivo, ma la proposta fu rifiutata, e i 127 deputati della fazione bolscevica abbandonarono il Congresso per protesta. Gli altri delegati riconobbero l'assemblea come un Congresso vero e proprio. Il 18 dicembre i 127 delegati bolscevichi provenienti da 49 soviet che avevano abbandonato il Congresso di Kiev si incontrarono separatamente nell'Ufficio Centrale dei Sindacati di Kiev.
Il 21 dicembre 1917 le Guardie Rosse della Repubblica Socialista Federativa Sovietica Russa, guidate da Vladimir Antonov-Ovseenko, occuparono Charkiv. Nella notte del 22 dicembre le Guardie Rosse e i bolscevichi della città disarmarono le unità militari ucraine ed arrestarono i capi del Consiglio della Città di Charkiv e della guarnigione. Il 23 dicembre i bolscevichi istituirono un revkom, ossia un comitato rivoluzionario. Il 24 dicembre il quartier generale delle Guardie Rosse ucraine fu posto nel Magazzino Commerciale in Piazza del Mercato, oggi Plošča Konstytuciï ("Piazza della Costituzione").
Tra il 24 e il 25 dicembre nell'edificio dell'Assemblea Nobiliare di Charkiv, in Piazza del Mercato, si tenne un altro Primo Congresso dei Soviet, questa volta riconosciuto dai bolscevichi.

## Svolgimento
Il Congresso inizialmente riuniva 964 deputati, che in seguito crebbero fino a 1250. Il Congresso discusse di molti argomenti: l'atteggiamento nei confronti della Central'na Rada, la guerra e la pace, l'organizzazione delle forze armate, l'Ucraina e la Russia, lo Stato e la finanza.
Il Congresso dichiarò l'indipendenza della Repubblica Popolare Sovietica Ucraina come una repubblica federativa della Repubblica Socialista Federativa Sovietica Russa ed approvò il Trattato di Brest-Litovsk con gli Imperi Centrali, le leggi sulla socializzazione della terra adottate dal III Congresso panrusso dei Soviet, il provvedimento "Circa il sistema statale", i decreti sulle otto ore di lavoro e sul controllo del lavoro e l'organizzazione dell'Armata Rossa degli operai e dei braccianti dell'Ucraina. La politica della Central'na Rada per quanto concerne la risoluzione "Sul momento politico" fu condannata e fu richiesta la ritirata delle forze armate 
austriache e tedesche dall'Ucraina. I delegati elessero un nuovo Comitato esecutivo centrale dell'Ucraina composto da 102 membri e guidato da Vladimir Zatonskij.

## Decisioni
- Il Congresso adottò un provvedimento col quale dichiarava il suo totale supporto alla rivoluzione d'ottobre ed accoglieva le politiche del Sovnarkom
- Al Congresso si fece notare che solo la rivoluzione d'ottobre ed il governo sovietico sorto da essa potevano assicurare la diffusione del principio del diritto delle nazioni all'autodeterminazione e che la vittoria della rivoluzione socialista ed il Sovnarkom avrebbero eliminato ogni nazionalismo ed ogni forma di ineguaglianza. Il Congresso riconobbe la Repubblica Socialista Sovietica Ucraina come repubblica federativa della Repubblica Socialista Federativa Sovietica Russa, annunciò la battaglia decisiva contro le politiche della Central'na Rada disastrose per gli operai ed i braccianti e ne denunciò la natura borghese e controrivoluzionaria. Al Congresso si dichiarò che si sarebbe combattuto per una Repubblica Ucraina degli operai e dei braccianti fondata sulla solidarietà delle masse operaie ucraine e russe indipendentemente dalla nazione di appartenenza. Il Congresso lanciò un appello a tutti gli operai e i braccianti e a tutto il popolo ucraino in generale affinché s'impegnassero in tutti i modi per proteggere e rafforzare l'unione fraterna con gli operai e i braccianti della Russia.
- Il 25 dicembre il Congresso proclamò lo stabilimento del potere sovietico in Ucraina
- I delegati protestarono contro la polizia imperialosta criminale di Kaledin e la controrivoluzione della Borghesia Nazionale Ucraina che cercava di dividere il bacino del Donets e dichiarò di voler sancire l'unione del bacino del Donets entro i confini della Repubblica sovietica.
- Il Congresso elesse 41 membri al Comitato esecutivo centrale, 35 dei quali erano bolscevichi. Altri 20 seggi furono riservati ai deputati dei braccianti che avrebbero dovuto eleggere un Congresso panucraino dei Soviet dei delegati dei braccianti. A capo del Comitato esecutivo centrale fu posto Juchym Medvedjev. Il Congresso istituì anche la Segreteria del Popolo.

## Composizione del Comitato Esecutivo Centrale panucraino
- Bolscevichi: 35 (57,38%)
- Delegati dei braccianti: 20 (32,79%)
- Altri partiti ed indipendenti: 6 (9,83%)